# Verkehrsgefühl
Verkehrsgefühl  ist ein Fachausdruck der Verkehrspädagogik. Sie versteht darunter die Fähigkeit, Abläufe, Gefahrenquellen und Handlungsmöglichkeiten bei der Bewegung in Verkehrsräumen ohne langes Nachdenken gefühlsmäßig zu erfassen und zu nutzen.

## Begriff
Der Begriff „Verkehrsgefühl“ bezeichnet das Gespür dafür, wie Verkehren, der Umgang von Menschen und Fahrzeugen miteinander, funktioniert. Er beinhaltet das Erahnen von möglichen Gefährdungen und das intuitiv und spontan richtige Verhalten. Der öffentliche Verkehr ist ein Raum der Begegnung von Verkehrsteilnehmern mit sehr unterschiedlichen Zielsetzungen, Temperamenten und Formen der Verkehrsteilnahme. Das daraus in der Praxis des Verkehrslebens erwachsende Konfliktpotenzial muss in einem verträglichen Interessenausgleich geregelt werden. Dazu bedarf es bei allen Beteiligten eines Gespürs und einer emotionalen Bereitschaft für reibungsfreie Abläufe in den gemeinsamen Räumen. Wie der Ballspieler „Ballgefühl“, der Schwimmer „Wassergefühl“, der Abfahrtsschiläufer „Kantengefühl“ und der Reiter „Sattelgefühl“ braucht, um sich in seinem Element, bei seiner Sportart wohlfühlen und in ihnen angemessen handeln zu können, so braucht der Verkehrsteilnehmer „Verkehrsgefühl“, umschreibt der Didaktiker Siegbert A. Warwitz diese fundamentale Befähigung des kompetenten Verkehrsteilnehmers.

## Symptome mangelnden Verkehrsgefühls
Verkehrsgefühl wird nicht vom Beifahrersitz aus erworben. Es muss im eigenen praktischen Verkehrsumgang mit eigenem Entscheiden und Handeln allmählich erarbeitet werden. Dabei zeigen sich bei Verkehrsteilnehmern oft Defizite, die auf unterschiedliche Ursachen zurückzuführen sind und sich beim alltäglichen Verkehren unterschiedlich äußern: Bei Kindern und Heranwachsenden hat Verkehrsgefühl entwicklungsbedingt noch nicht seine volle Reife erreicht und beschränkt sich bestenfalls auf eine optimale Teilnahmefähigkeit als Fußgänger oder Radfahrer am Verkehrsgeschehen. So bestehen in der Regel noch Mängel bei der allgemeinen Einschätzung von Gefahrensituationen, etwa beim Queren von Fahrbahnen, bei der Einschätzung des Verhaltens anderer Verkehrsteilnehmer oder der Überschätzung der eigenen Fähigkeiten. Bei erwachsenen Verkehrsteilnehmern beeinträchtigen mangelnde Übung und Erfahrung im selbstständigen aktiven Verkehren häufig in ähnlicher Weise das Gespür für den sicheren Verkehrsumgang. So kann auch bei ihnen das Gefühl für Geschwindigkeiten, das Einschätzen von Gefahren durch widrige Wetter- und Straßenverhältnisse, das falsche Dekodieren fremden Verkehrsverhaltens, insgesamt das Gespür für eine situations- und partnerangepasste Fahrweise Mängel aufweisen, die zu einer erhöhten Unfallgefährdung prädestinieren. Die Verkehrsstatistik des Statistischen Bundesamtes (Destatis) verzeichnet beispielsweise für das Jahr 2018 in Deutschland allein 12.752 Verkehrsunfälle mit Personenschäden durch unangepasstes Verhalten als Fußgänger. Hinsichtlich des Fehlverhaltens von Kraftfahrzeugführern weist die Polizeistatistik im selben Zeitraum 368.559 Unfälle mit Personenschäden auf, wobei der Großteil auf ein mangelndes Verkehrsgefühl zurückzuführen ist wie nicht angepasste Geschwindigkeit, ungenügender Fahrzeugabstand, Überholfehler oder Fehleinschätzungen beim Rangieren, Wenden, Abbiegen oder Rückwärtsfahren.

## Bedeutung für die Verkehrskompetenz
Verkehrsgefühl ist ein unverzichtbares Element der Verkehrskompetenz. Es ermöglicht dem Verkehrsteilnehmer, Sinn, Strukturen und Möglichkeiten des eigenen Verkehrens realitätsgerecht einzuschätzen, sich angemessen in den sozialen Lebensbereich Verkehr einbringen und zu aller Vorteil handeln zu können. Die dazu erforderlichen Fertigkeiten partnerschaftlicher Aufmerksamkeit, Kommunikation und Kooperation bedürfen eines längeren Lern- und Erfahrungsprozesses im praktischen Umgang mit alltäglichen Verkehrssituationen. Professionelle Verkehrserziehung setzt daher bereits vor und neben der Teilnahme am Straßenverkehr bei der Bildung des menschlichen Miteinanders an, dessen Verhaltensrepertoire sich im öffentlichen Verkehrsleben widerspiegelt.
Verkehrspsychologen, Verkehrspädagogen, Verkehrsplaner oder Kulturanthropologen ordnen der Entwicklung von Verkehrsgefühl einen hohen Stellenwert zu. So vermerkt etwa der Kultursoziologe Peter Borscheid in seiner „Kulturgeschichte der Beschleunigung“ unter dem Aspekt der Verkehrssicherheit: „Psychologen fordern die Eltern eindringlich auf, den Menschen im Zeitalter des Verkehrs schon in früher Jugend ein Verkehrsgefühl zu vermitteln, um Unfälle im Straßenverkehr mit dem Verlust wertvollen Menschenlebens zu verhüten“, und die Kinderpädagogin Claudia Speicher erkennt als Essenz ihrer Erziehungsarbeit im Vorschulbereich: „Kinder brauchen ein Verkehrsgefühl, das es ihnen ermöglicht, in aktuellen Verkehrssituationen angemessen zu reagieren.“

## Position im Lernprozess
Die wissenschaftlich ausgerichtete Verkehrspädagogik stellt die Entwicklung des Verkehrsgefühls über den Sicherheitsaspekt hinaus in den größeren Zusammenhang einer „Humanisierung und Persönlichung des Verkehrsumgangs“ mit dem Ziel, der zunehmenden Anonymisierung und Aggressionsbereitschaft im öffentlichen Bereich ein partnerschaftliches Denken und Verhalten entgegenzusetzen. Verkehrsgefühl, Einfühlungsvermögen in die Abläufe und Gesetzmäßigkeiten des Verkehrens zu entwickeln ist nach Warwitz daher vorrangiges Ziel der ersten Phase jeder verkehrserzieherischen Ausbildung und Bildung, die schon im Elternhaus und in der Vorschulerziehung einsetzen sollte: „Die systematisch aufgebaute Verkehrserziehung beginnt mit der Schaffung von Verkehrsgefühl.“ Es geht dabei um das Schaffen von grundlegenden Erfahrungen und Verhaltensweisen beim Aufeinandertreffen von Personen und Fahrzeugen in gemeinsamen Räumen und die sich daraus ergebenden Möglichkeiten und Probleme. Es geht um das Erleben, wie verträgliches Verkehren funktioniert, welche Bedeutung Verhaltenstugenden wie Rücksichtnahme, Fairness, Ambiguitätstoleranz oder Kompromissbereitschaft dabei zukommt, welchen Sinn Regeln und Regeltreue haben und welche Folgen sich aus Regelverletzungen für alle Beteiligten ergeben.
Diese strukturbildenden Grunderfahrungen werden zunächst vornehmlich in Schonräumen und im unmittelbaren Umgang mit vertrauten Personen in spielerischen Übungsformen angebahnt und dann zunehmend auf das Handeln in öffentlichen Verkehrsräumen und mit fremden Menschen ausgedehnt und erprobt. In einem systematisch angelegten Lernprozess mit dem Ziel der optimalen Verkehrskompetenz versucht die Verkehrspädagogik dann, auf der Basis eines grundlegenden Verkehrsgefühls die noch anspruchsvolleren Fähigkeiten Verkehrssinn und Verkehrsintelligenz aufzubauen, die sich jeweils in einem entsprechenden praktischen Verkehrsverhalten niederschlagen und beweisen müssen.

## Behinderungen und Chancen
Verkehrsgefühl entsteht nicht im abstrakten Lernen, etwa über die Kenntnis von Verkehrsregeln, über Verhaltensappelle oder über Belehrungen auf dem Beifahrersitz. Verkehrsgefühl bildet sich mit der Sammlung von praktischen Erfahrungen bei der aktiven Teilnahme am alltäglichen Verkehrsbetrieb und in der unmittelbaren Konfrontation mit den Verkehrsgegebenheiten. Es bedarf daher des unmittelbaren persönlichen Umgangs mit Verkehrssituationen und Verkehrspartnern, um die erforderlichen Eindrücke sammeln und zu einem vernünftigen Verhaltensmodus verarbeiten zu können. Verkehrskompetenz beginnt natürlicherweise mit der Qualifizierung als Fußgänger. Entsprechend erweist es sich als kontraproduktiv für das Erlernen von Verkehrsgefühl, wenn Verkehrsteilnahme nur oder vornehmlich in passiver Form geschieht, der Lernende sich etwa lediglich als Mitfahrer von Transportmitteln im Verkehr bewegt. Mängel zeigen sich bereits bei Schulanfängern, denen der selbstständige Schulweg verwehrt wird. Die zunehmende Praxis des sogenannten Elterntaxi, die den Kindern Erfahrungsgelegenheiten beim eigenen Verkehrsumgang abschneidet, das notwendige Wahrnehmen von Eigenverantwortung im Verkehr verweigert, sie als aktive Verkehrsteilnehmer entmündigt und damit Lernprozesse verhindert, wirkt sich besonders nachteilig für Lernfortschritte beim Erwerb von Verkehrsgefühl aus. Abgesehen von der zusätzlichen Gefährdung aller Schulkinder durch die mit dem Elterntransport bewirkte Verdichtung des Verkehrsaufkommens im Nahbereich von Kindergärten und Schulen, propagieren sämtliche an der Verkehrssicherheit interessierten Institutionen die Qualifizierung des Schulanfängers zur selbstständigen Bewältigung seines Schulwegs, etwa durch den Erwerb des Fußgängerdiploms, und spätestens des Viertklässlers als eigenverantwortlicher Radfahrer durch Absolvieren einer Radfahrausbildung.